# Strada statale 214 Maria e Isola Casamari
La strada statale 214 Mària e Isola Casamari (SS 214), ora anche strada regionale 214 Mària e Isola Casamari (SR 214), è un'importante strada statale e regionale italiana che collega già dal marzo 2010 Ferentino con la valle del Liri.

## Percorso
La strada aveva origine a Frosinone, dove si distaccava dalla strada statale 155 di Fiuggi, uscendo dalla città in direzione nord-est. Il tracciato storico, ormai dismesso e consegnato alla provincia di Frosinone come SP 278 Mària Vecchia, correva parallelo a quello inaugurato nel giugno 1983, attraversando la frazione Giglio di Veroli, raggiungendo l'abbazia di Casamari e la frazione Porrino di Monte San Giovanni Campano.
I due tracciati si separavano dallo stesso giugno 1983 a questo punto nettamente con quello dismesso (della stessa SP 278) che proseguiva in direzione est verso Castelliri e Isola Liri dove terminava innestandosi sulla strada statale 82 della Valle del Liri nei pressi del comune isolano, mentre il tracciato nuovo termina nel comune di Sora, in attesa che venga completato il prolungamento che permetta l'interconnessione con la strada a scorrimento veloce Sora-A1 (SSV Sora-A1).
La superstrada così come ideata difettava oltre che di questo tratto finale, anche di quello iniziale che permetta la connessione con l'A1 Milano-Napoli. Solo nel marzo 2010, con la strada anche regionalizzata, si è proceduto all'inaugurazione del nuovo tratto che collega la preesistente arteria con il casello autostradale di Ferentino (il tratto Ferentino-Frosinone) e la stessa strada è finalmente diventata superstrada Ferentino-Sora, lasciando il suo vecchio tracciato Frosinone-Castelmassimo-Isola Liri alla SP 278 della provincia di Frosinone.

### Tabella percorso
| Mària e Isola Casamari |                                                                 |      |                                   |           |
| Tipo                   | Indicazione                                                     | km   | Note                              | Provincia |
|                        | Autostrada del Sole casello di Ferentino Supino Ferentino       | 0,0  |                                   | FR        |
|                        | Frosinone - Alatri                                              | 6,1  |                                   | FR        |
|                        | Alatri - Fiuggi di Fiuggi - Frosinone nord                      | 8,8  |                                   | FR        |
|                        | Frosinone Castel Massimo Grotte di Collepardo                   | 11,4 |                                   | FR        |
|                        | Veroli Giglio di Veroli - Ripi - Strangolagalli                 | 16,2 |                                   | FR        |
|                        | Boville Ernica                                                  | 18,5 | rampe solo in direzione Frosinone | FR        |
|                        | Monte San Giovanni Campano Abbazia di Casamari - Boville Ernica | 20,9 |                                   | FR        |
|                        | Castelliri Isola del Liri - Arpino                              | 25,6 |                                   | FR        |
|                        | Sora                                                            | 29,6 | uscita obbligatoria               | FR        |

## Gestione
In seguito al decreto legislativo n. 112 del 1998, dal 1º febbraio 2002 la gestione della stessa strada è passata anche alla Regione Lazio, che poi devoluto le competenze alla Provincia di Frosinone; dal 5 marzo 2007 pure la società Astral ha acquisito la titolarità di concessionario del tratto laziale e il 20 marzo 2010 ha ulteriormente costruito il tratto Ferentino-Frosinone.